# Supermarine S.4
Il Supermarine S.4 era un idrocorsa monoplano monoposto progettato da Reginald Joseph Mitchell per partecipare alla Coppa Schneider del 1925 e realizzato dall'azienda britannica Supermarine Aviation Works.
Ai comandi del capitano Henri Baird l'S.4 rimarrà distrutto alla partenza della gara del 1925.

## Velivoli comparabili
Regno Unito
- Supermarine S.5
- Supermarine S.6
- Supermarine S.6B